# 4shared
4shared е уеб услуга, която предоставя хостинг услуги за файлове и техния обмен.
Според състоянието ѝ към март 2012 г., 4shared заема 82-ро място в рейтинга на най-посещаваните ресурси в интернет по версията на Alexa. Ежедневният трафик превишава 300 TB. Съгласно резултатите за 2011 г. 4shared е станал най-голямата файлообменна услуга в Интернет.

## Използване
4shared позволява на потребителите да качват и свалят файлове. Базовата регистрация дава възможност да се качат до 10 GB в съответния акаунт (профил). След потвърждаване на регистрацията по електронна поща обемът се увеличава до 15 GB. Премиум-потребителите получават на разположение 100 GB.
След успешно качване на файла потребителят получава уникална връзка (линк), чрез който други потребители впоследствие могат да изтеглят този файл. Всички качени файлове се съхраняват в продължение на 180 дни от последното посещение на акаунта. Файловете на премиум-потребителите се съхраняват за целия срок на действие на профила. Потребителският интерфейс на услугата прилича на този на Windows.

### Особености
На сайта 4shared файловете се сортират в четири основни категории: видео, музика, фотографии и книги. Поддържат се следните формати:
- аудио: mp3, m3u, m4u, mid, ogg, ra, ram, rm, wav, wma;
- видео: 3GP, mov, mp4, mpeg, mpg, swf, asf, wmv, m2ts, flv, avi;
- графика: bmp, dwg, gif, jpg, png, psd, tif;
- архиви: kmz, package, rar, zip;
- текстове: doc, lit, mdb, pdf, pps, ppt, rtf, srt, txt, wps, xls;
- изпълними файлове: exe, jar;
- уеб-файлове: htm, html;
- файлове за мобилни: nth, prc, sis, apk, ipa.

## Програмно осигуряване
- 4shared Desktop е програма-мениджър, която позволява да се свалят и качват файлове от потребителите в техния профил. Програмата поддържа функцията drag&drop, а също добавя допълнителна опция в контекстното меню на Windows. Програмата поддържа функция за синхронизация на папките на компютъра на потребителя със съдържанието в неговия акаунт.
- 4shared Mobile[7] е програма, подобна на 4shared Desktop и позволяваща на притежателите на мобилни телефони да получат пряк достъп до своите профили на 4shared, да управляват своите файлове и да търсят нови.
- 4shared Toolbar е програма за Internet Explorer и Firefox, която предоставя пряк достъп до профила на потребителя, а също до търсене и достъп до социалните мрежи.
- 4Sync е приложение за синхронизация на файловете между компютрите и мобилните устройства. Потребителят има на разположение 15 GB за съхранение на снимки, музика, видео, различни файлове и документи.[8]